# Krivitsi
Krivitsi (en rus: Кривицы) és un poble de l'óblast de Vladímir, a Rússia, segons el cens del 2012 tenia 178 habitants. Pertany al districte municipal de Múrom.